# 雷蒙·高達斯

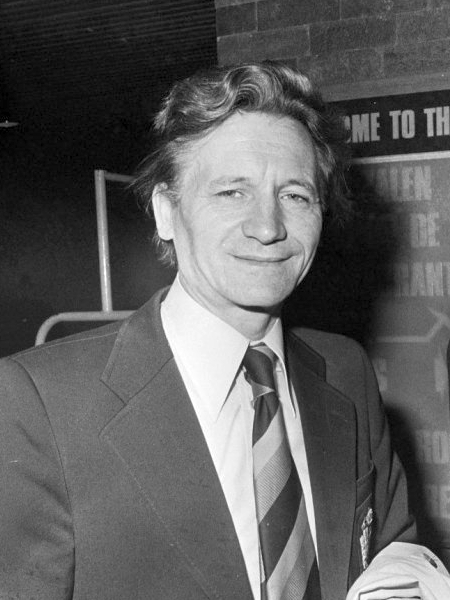
雷蒙·高達斯, 1977

雷蒙·高達斯（Raymond Goethals，法語發音：[ʁɛmɔ̃ ɡutals]，荷蘭語發音：[ˈrɛmɔ̃ ˈɣutɑls]；1921年10月7日—2004年12月6日），或译格塔尔斯，比利時足球教練，曾帶領馬賽贏得1993年歐洲聯賽冠軍盃，是法國球會贏得的首個歐洲盃。
高達斯的外號是"Raymond-la-science"。

## 執教球隊榮譽
安德莱赫特 Anderlecht
- 比利时杯冠军：1988/1989
- 欧洲优胜者杯冠軍﹕1977/1978
- 欧洲超级杯冠軍﹕1976, 1978

标准列日 Standard Liège
- 比利时足球甲级聯賽冠军：1981/1982, 1982/1983
- 比利时超级杯冠军：1981, 1983

马赛 Marseille
- 法国足球甲级联赛冠軍﹕1990/1991, 1991/1992
- 欧洲冠军联赛冠軍﹕1992/1993

比利时国家队 Belgium
- 欧洲足球锦标赛 第三名﹕1972